# Lei de Financiamento de 1790
A Lei de Financiamento de 1790 ( em inglês Funding Act of 1790), cujo título completo é: An Act making provision for the [payment of the] Debt of the United States (Uma Lei que prevê o [pagamento da] Dívida dos Estados Unidos), foi aprovada em 4 de agosto de 1790 pelo Congresso dos Estados Unidos como parte do Compromisso de 1790, para reestruturar a dívida interna, inicialmente contraída pelas Treze Colônias, antes e durante a Guerra de Independência dos Estados Unidos, que deram origem aos governos estaduais. A Lei fez com que o governo federal, recém fundado sob a Constituição dos Estados Unidos, assumisse a responsabilidade pelo pagamento das dívidas das Treze Colônias.
Através do recém fundado: Departamento do Tesouro dos Estados Unidos, o governo dos EUA emitiu Títulos do Tesouro dos EUA e os ofereceu aos detentores de títulos das dívidas dos Estados e da Confederação pelo valor nominal e mantendo as mesmas taxas de juros (e todos os outros termos) especificadas nos títulos quando foram emitidos.

## Contexto
Em 1789, com a formação do novo governo ao abrigo da recém-adotada Constituição dos Estados Unidos, a liquidação da dívida da Guerra de Independência era uma questão de importância primordial. Nesse contexto, durante a administração presidencial de George Washington, Alexander Hamilton, o primeiro Secretário do Tesouro dos Estados Unidos, elaborou um plano de apoio ao crédito público.
No dia 09 de janeiro de 1790, foi emitido: o Primeiro Relatório sobre o Crédito Público, que se tornou a base para as ações subsequentes do Congresso para financiar e pagar a dívida pública. Esse foi um dos quatro principais relatórios sobre política fiscal e económica apresentados por Alexander Hamilton.
O relatório analisou a situação financeira dos Estados Unidos e fez recomendações para reorganizar a dívida nacional e estabelecer o crédito público.
O documento de 40.000 palavras propunha o pagamento integral pelo valor de face aos detentores de títulos do governo pelo governo federal, que assumiria a responsabilidade pelo pagamento de todas a dívidas dos estados que integravam os Estados Unidos.
Houve resistência à proposta pelos políticos do sul dos Estados Unidos, que foi superada pelo Compromisso de 1790, por meio do qual os políticos do sul aceitaram votar favoravelmente à Lei de Financiamento de 1790 em troca que da aprovação, pelos nortistas, da localização da capital permanente dos EUA na fronteira entre Virgínia e Maryland.
O sucesso dos Federalistas para obter a aprovação das reformas de Hamilton levou ao surgimento de um partido de oposição, os Democratas-Republicanos

### Situação da Divida Governamental em 1790
Durante a Revolução Americana, o Congresso Continental (primeiro órgão governamental dos Estados Unidos), ao abrigo dos Artigos da Confederação, acumulou enormes dívidas de guerra, mas não tinha capacidade de cumprir essas obrigações através de tributos. Nesse contexto, o governo revolucionário recorreu à impressão de dinheiro e notas de crédito, mas o papel-moeda impresso (os Continentals) sofreu uma rápida desvalorização. Para evitar a falência, o Congresso Continental eliminou US$ 195 milhões de sua dívida de US$ 200 milhões por decreto. Após a Guerra de Independência (1775-1783), os "Continentals", seriam considerados sem valor.
Com as suas finanças em desordem, a legislatura abdicou das suas responsabilidades fiscais, transferindo-as para os 13 estados. Quando as legislaturas estaduais não conseguiram cumprir as cotas para material de guerra através de impostos locais, os exércitos Patriotas passaram a confiscar suprimentos de agricultores e comerciantes, compensando-os com notas promissórias de valor incerto. No final da guerra, mais de 90 milhões de dólares em dívidas estatais estavam pendentes. Grande parte da desordem fiscal estatal e nacional, era exacerbada por uma crise económica nos centros comerciais urbanos, que exigia uma solução, quando o Relatório foi publicado.

### Capacidade de pagamento do governo federal
A partir de 1787, com a ratificação da Constituição dos Estados Unidos, o Congresso poderia instituir impostos sobre importações e, desse modo, obter receitas para pagar as dívidas contraídas durante a Guerra de Independência.
De acordo com o Relatório, elaborado por Hamilton, a dívida nacional dos EUA incluía 40 milhões de dólares de dívidas internas e 12 milhões de dólares de dívidas externas, ambas herdadas do Congresso Continental. Além disso, os 13 estados no total deviam US$ 25 milhões de dívidas internas, maior parte delas contraídas durante a Revolução Americana. A dívida combinada dos EUA, era calculada em 77 milhões de dólares. 
Surgiu um consenso no Congresso de que a principal fonte de receita para cobrir as despesas operacionais do governo central e para pagar os juros e o principal das dívidas externas e internas, seriam as tarifas e os direitos de tonelagem. Desse modo, no dia 04 de julho de 1789, foi aprovado o Tariff Act of 1789. 

### Propostas para reestabelecer o pagamento das dívidas internas
A capacidade do governo de contrair empréstimos, foi considerada essencial para o desenvolvimento dos Estados Unidos. Para isso, era necessário reestabelecer a confiança na capacidade do Estado para pagar suas dívidas, capaz de convencer os investidores a voltar a comprar títulos dos EUA.
Nesse contexto, alguns defendiam uma redução do valor nominal das dívidas contraídas durante a Guerra de Independência para reduzir a carga tributária e saldar a dívida rapidamente. Propostas desse tipo foram denominadas como: "repúdio" (repudiation) parcial ou total.
Por outro lado, não havia quem defendesse o incumprimento de qualquer parte das dívidas externas, que totalizavam 12 milhões de dólares, com 1,5 milhões de dólares em juros, que eram consideradas "obrigações sagradas [a serem] pagas integralmente".
Uma parte significativa das dívidas internas, que totalizavam 40 milhões de dólares do país, eram devidas aos Patriotas que apoiaram a Guerra da Independência através de empréstimos ou serviços pessoais. Muitos deles eram veteranos de guerra que, em 1783, durante a desmobilização, foram pagos por meio de "certificados de dívida" resgatáveis quando a ordem fiscal do governo fosse restaurada.
Depois disso, muitos patriotas, em face de dificuldades financeiras, venderam seus certificados de dívidas a terceiros com deságio. Essa situação fez com que surgissem propostas de pagamento com discriminação, como a defendida por James Madison, um político da Virgínia (Estado do Sul dos Estados Unidos), que defendeu que os terceiros adquirentes teriam direito a um resgate pelo preço de compra do certificado, considerando o deságio, e a diferença entre o valor de compra e o valor nominal seria paga aos titulares originais. O desembolso do governo corresponderia ao valor nominal do certificado original. 
Por outro lado, Hamilton defendeu o pagamento pelo valor integral estritamente aos atuais detentores dos certificados, com juros de mora. Proposta que daria maior confiança dos futuros credores em relação à vontade governamental para pagar suas dívidas futuras.
Em setembro de 1789, os parlamentares continuavam divididos em relação a questão de como seria retomado o pagamento das dívidas internas, nesse contexto, o Congresso solicitou ao novo Secretário do Tesouro, Alexander Hamilton, que preparasse um Relatório sobre a questão. 

### Votação da Proposta de Hamilton
No dia 09 de janeiro de 1790, Hamilton entregou o Relatório que lhe havia sido solicitado pelo Congresso dos Estados Unidos. Nesse Relatório, Hamilton defendeu o pagamento integral de todas as dívidas do governo, pois isso era importante para o restabelecimento de um clima favorável ao investimento em títulos do governo, seus argumentos tinham como base o sistema financeiro britânico, que zelava pelo respeito aos interesses dos credores. 
Antes que o governo pudesse retomar os empréstimos, Hamilton defendia que os 13 milhões de dólares em juros atrasados fossem convertidos títulos reemitidos, com pagamentos de juros de 4% ao ano. O plano seria financiado por meio de uma vinculação de uma parte das tarifas governamentais e das receitas de tonelagem ao calendário de pagamentos. Além disso, a dívida contraída seria paga por fundos de amortização provenientes das receitas dos serviços postais destinadas a esse fim.
Os pagamentos regulares da dívida pública permitiriam ao Congresso aumentar a oferta monetária federal com segurança, o que estimularia os investimentos de capital na agricultura e na indústria transformadora. Com a prosperidade económica, as empresas suportariam mais facilmente a sua carga fiscal e forneceriam as receitas para o serviço da dívida nacional.
No dia 11 de fevereiro de 1790, James Madison, que defendia o pagamento com discriminação, fez um discurso no qual: caracterizou a proposta de Hamilton como um plano que favorecia os especuladores abastados, que seriam, em sua maioria, nortistas, em prejuízo dos veteranos que sofreram durante a guerra pela independência.  
Quando a questão foi levada à votação, a proposta de Hamilton foi vencedora por 36 votos a 13 na Câmara dos Representantes 

### "Assunção:" transferência das dívidas dos estados para o governo federal
A disposição principal da reforma fiscal de Hamilton foi denominada como: "assunção" e previa que os 13 estados federados deveriam consolidar as suas dívidas pendentes de 25 milhões de dólares para que tais dívidas fossem assumidas o governo federal
James Madison liderou os parlamentares do Sul dos Estados Unidos que se opunham à "assunção" proposta por Hamilton. Essa oposição se baseava no fato de que os Estados do Norte estavam, de um modo geral, mais endividados do que os Estados do Sul, desse modo, a assunção resultaria numa situação que na qual as populações dos estados menos endividados teriam que suportar um maior peso fiscal para pagar assumidas pelos governo federal, do que suportariam do que se tivessem que pagar apenas as dívidas dos seus próprios estados.  

### A barganha pela escolha do local da capital
A Constituição dos Estados Unidos previa o estabelecimento de uma sede permanente do governo federal, sem designar um local. Inicialmente, a cidade de Nova York serviu como sede temporária do governo federal. O impasse que surgiu para a aprovação da "Assunção" das dívidas dos Estados pelo governo federal foi a oportunidade que os parlamentares dos Estados do Sul encontraram para fazer aprovar uma Lei (Residence Act) que determinou que a capital dos Estados Unidos seria localizada no Distrito de Colúmbia, situado entre os Estados da Virgínia e de Maryland.
Thomas Jefferson, que havia regressado recentemente da França para ser nomeado como Secretário de Estado dos Estados Unidos, convidou Hamilton para se encontrar em um jantar com o líder da oposição James Madison onde foi mediado um acordo para aprovar a "assunção", proposta por Hamilton, em troca da aprovação da localização da capital dos Estados Unidos no Distrito de Colúmbia.  Esse evento, seria conhecido como a "barganha do jantar".
Além da localização da capital dos Estados Unidos no Distrito de Colúmbia, Jefferson e Madison obtiveram uma grande concessão de Hamilton no recálculo da dívida do Estado da Virgínia.
No dia 09 de julho de 1790, foi aprovado o Residence Act, enquanto que, no dia 26 de julho de 1790, foi aprovado o Projeto de Lei da Assunção.

### Eventos posteriores
No dia 13 de dezembro de 1790, Hamilton apresentou um projeto de impostos especiais sobre o consumo para aumentar a receita e possibilitar o pagamento das dívidas assumidas dos estados. Após a consolidação, a dívida nacional atingiu cerca de 80 milhões de dólares e seu pagamento consumiu quase 80% das despesas anuais do governo. Entre 1790 e 1800, somente os pagamentos de juros da dívida nacional consumiam 40% da receita nacional entre 1790 e 1800.